# Hipoteza Suslina
Hipoteza Suslina, SH (od ang. Suslin hypothesis) – zdanie postulujące nieistnienie pewnego obiektu (tak zwanego drzewa Suslina). Zdanie to jest niezależne od standardowych aksjomatów teorii mnogości, to znaczy na ich gruncie nie można go ani udowodnić, ani obalić. SH, a czasami ¬SH, jest użyteczną pomocą w dowodzeniu i w pewnych przypadkach zdania te są traktowane przez matematyków jako możliwe dodatkowe aksjomaty (zakłada się tylko jeden z nich).

## Motywacja i historia
Prostą rzeczywistą {\displaystyle \mathbb {R} } można następująco scharakteryzować w terminach porządku {\displaystyle \leqslant .}
Każdy porządek liniowy {\displaystyle (P,\sqsubseteq ),} w którym
(a) nie ma ani elementu największego, ani elementu najmniejszego oraz
(b) topologia porządkowa (generowana przez przedziały otwarte) jest spójna i ośrodkowa
jest izomorficzny z {\displaystyle ({\mathbb {R} },\leqslant ).}
W 1920 roku rosyjski matematyk Michaił Jakowlewicz Suslin sformułował problem, czy w powyższej charakteryzacji można zastąpić ośrodkowość topologii porządkowej przez słabsze założenie warunku przeliczalnych antyłańcuchów (tzw. ccc). Przypomnijmy, że przestrzeń topologiczna spełnia ccc, jeśli każda rodzina parami rozłącznych otwartych podzbiorów tej przestrzeni jest przeliczalna. Dla topologii wyznaczonej przez porządek liniowy ccc jest równoważne stwierdzeniu, że każda rodzina rozłącznych przedziałów otwartych jest przeliczalna.
Jedną z równoważnych postaci SH jest stwierdzenie, że pytanie Suslina ma pozytywną odpowiedź i każdy porządek liniowy {\displaystyle (P,\sqsubseteq )} w którym
(a) nie ma ani elementu największego ani elementu najmniejszego, oraz
(b)' topologia porządkowa jest spójna i spełnia ccc
jest izomorficzny z {\displaystyle ({\mathbb {R} },\leqslant ).}
Pytanie Suslina było bardzo naturalne, więc wielu matematyków poświęciło temu zagadnieniu swoje prace.
W latach trzydziestych XX wieku jugosłowiański matematyk Djuro Kurepa wykazał, że negacja SH jest równoważna istnieniu pewnych dziwnych obiektów związanych z pierwszą nieprzeliczalną liczbą porządkową {\displaystyle \omega _{1}}. Współcześnie hipotezę Suslina formułujemy właśnie w języku drzew zaproponowanym przez Kurepę.
Na początku lat sześćdziesiątych XX wieku czeski matematyk Tomáš Jech i niezależnie amerykański matematyk Tennenbaum wykazali, że hipotezy Suslina nie można udowodnić.
Około roku 1965 amerykańscy matematycy Solovay i Tennenbaum rozwinęli metodę forsingu, wprowadzając forsing iterowany i wykazali niezależność hipotezy Suslina od aksjomatów ZFC.
Jensen udowodnił, że aksjomat konstruowalności implikuje ¬SH (a nawet wystarczy do tego diament Jensena {\displaystyle \diamondsuit }).

## Definicje formalne
- Prosta Suslina to porządek liniowy {\displaystyle (P,\sqsubseteq )} w którym

(i) nie ma ani elementu największego ani elementu najmniejszego, oraz
(ii) topologia porządkowa jest spójna i spełnia ccc, ale
(iii) nie jest ośrodkowa.
- Drzewo to częściowy porządek {\displaystyle (T,\sqsubseteq )} taki, że dla każdego {\displaystyle t\in T} zbiór {\displaystyle \{s\in T:s\sqsubset t\}} jest dobrze uporządkowany (przez relację {\displaystyle \sqsubseteq }).
- Drzewo Suslina to drzewo {\displaystyle (T,\sqsubseteq ),} w którym {\displaystyle |T|=\aleph _{1},} ale wszystkie łańcuchy oraz wszystkie antyłańcuchy są przeliczalne.
- Hipoteza Suslina to zdanie stwierdzające, że

Nie istnieje żadne drzewo Suslina.

## Własności
- Prosta Suslina istnieje wtedy i tylko wtedy, gdy istnieje drzewo Suslina.
- Jeśli {\displaystyle (P,\sqsubseteq )} jest prostą Suslina (rozważaną z topologią porządkową), to produkt {\displaystyle P\times P} nie spełnia ccc.
- Jeśli {\displaystyle \diamondsuit } jest prawdziwy, to istnieje drzewo Suslina, czyli ¬SH jest prawdziwe.
- Jeśli MA+¬CH jest spełnione, to nie ma drzew Suslina i SH jest prawdziwe.